# اچانگی
اچانگی (به انگلیسی: Achangi) یک روستا در هند است که در کارناتاکا واقع شده‌است.